# John S. Barry

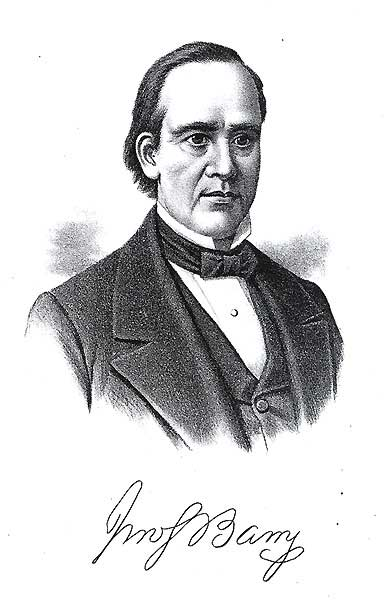
John S. Barry

John Stewart Barry (* 29. Januar 1802 in Amherst, Hillsborough County, New Hampshire; † 14. Januar 1870 in Constantine, Michigan) war ein US-amerikanischer Politiker und von 1842 bis 1846 der 4. sowie von 1850 bis 1852 der 8. Gouverneur des Bundesstaates Michigan.

## Frühe Jahre und Aufstieg in Michigan
Schon sehr früh zog John Barry mit seinen Eltern von New Hampshire nach Rockingham in Vermont. Dort arbeitete der junge John auf der Farm seines Vaters und besuchte die örtlichen Schulen. Später studierte er Jura. Das zu diesem Studium benötigte Geld verdiente er sich als Lehrer.
Nachdem er einige Zeit als Anwalt gearbeitet hatte, zog Barry im Jahr 1831 nach White Pigeon im damaligen Michigan-Territorium. Dort begann er eine erfolgreiche Laufbahn als Kaufmann und war bis 1835 Friedensrichter. Politisch gehörte Barry der Demokratischen Partei an. Ab 1835 war er in seiner neuen Heimat politisch tätig. Im Jahr 1835 war er Mitglied der verfassungsgebenden Versammlung von Michigan. Zwischen 1835 und 1838 saß er im Staatssenat. In diese Parlamentskammer wurde er 1840 nochmals gewählt. In diesem Jahr unternahm er auch eine Europareise, um den Zuckerrübenanbau zu studieren, für den er sich zu interessieren begonnen hatte. Im Jahr 1841 wurde Barry zum Gouverneur seines Staates gewählt.

## Gouverneur von Michigan
John Barry trat sein neues Amt am 3. Januar 1842 an. Nach einer Wiederwahl im Jahr 1843 konnte er es bis zum 5. Januar 1846 ausüben. In dieser Zeit schritt der Eisenbahnbau in Michigan zügig voran. Die University of Michigan bezog nach einem Umzug aus Detroit ihren neuen Standort in Ann Arbor. Die Einwohnerzahl Michigans stieg im Jahr 1845 erstmals auf über 300.000 an. John Barry gelang es auch, die Folgen der großen Wirtschaftskrise des Jahres 1837 zu überwinden und den drohenden Staatsbankrott abzuwenden. Aufgrund einer Verfassungsklausel durfte er nach seiner zweiten Amtszeit nicht unmittelbar für eine erneute Wiederwahl kandidieren. Daher schied er im Januar 1846 aus dem Amt aus.
Aufgrund seiner Popularität fiel es ihm aber nicht schwer, die Wahlen des Jahres 1849 zu gewinnen. Damit absolvierte er als erster und einziger Gouverneur von Michigan des 19. Jahrhunderts insgesamt drei Amtszeiten; die letzte begann am 7. Januar 1850 und endete am 5. Januar 1852. Während dieser Zeit wurde eine neue Staatsverfassung erarbeitet. Inzwischen war im Jahr 1847 unter Gouverneur William Greenly Lansing zur neuen Hauptstadt erklärt worden. In Barrys letzter Amtszeit wurde auch die heutige Eastern Michigan University in Ypsilanti gegründet. Im Jahr 1853 bewarb sich Barry erneut um seine Wiederwahl. Diesmal verfehlte er das angestrebte Ziel und musste daher im Januar 1852 aus dem Amt scheiden.

## Weiterer Lebenslauf
Nach dem Ende seiner Gouverneurszeit war Barry wieder als Händler tätig. Im Jahr 1859 kandidierte er nochmals erfolglos für das Amt des Gouverneurs. Bereits im Jahr 1856 hatte er sich ebenfalls erfolglos um einen Sitz im US-Repräsentantenhaus bemüht. In den Jahren 1856 und 1864 war er jeweils Delegierter zu den Democratic National Conventions. Im Vorfeld des Bürgerkrieges war er gegen die Ausweitung der Sklaverei. Nach Kriegsende zog er sich aus der Politik zurück. Er starb am 14. Januar 1870, kurz vor seinem 68. Geburtstag. John Barry war mit der 1869 verstorbenen Mary Kidder verheiratet. Das Paar hatte keine Kinder.